# 越智文比古
越智 文比古（おち ふみひこ）は、日本のライトノベル作家。愛知県出身。
2014年、『Yの紋章師』で、第10回MF文庫Jライトノベル新人賞最優秀賞（メディアファクトリー主催）を受賞しデビューする。

## 作品リスト
- Yの紋章師シリーズ（2014年 - 2015年、MF文庫J、イラスト:カグユヅ）
  1. 2014年11月発売 ISBN 978-4-04-067177-2
  2. 2015年2月発売 ISBN 978-4-04-067405-6
  3. 2015年6月発売 ISBN 978-4-04-067690-6
- おれの料理が異世界を救う！シリーズ（2013年 - 2014年、MF文庫J、イラスト:睦茸）
  1. 2016年5月発売 ISBN 978-4-04-068315-7
  2. 2016年10月発売 ISBN 978-4-04-068632-5
  3. 2017年2月発売 ISBN 978-4-04-069082-7